# Não Temas
Não Temas é o vigéssimo quinto álbum da cantora Shirley Carvalhaes, lançado pela gravadora Franc Records em 2002. O Álbum fui bem aceito pelo Fãs vendendo mas de 500.000 Mil Cópias, Com os Hits "Deus Dará De Volta Tudo Pra Você" e "Manhã Em Jerusalém".

## Faixas
1. Manhã em Jerusalém - 05:33 Ed. Araújo
2. Deus dará de Volta Tudo pra Você - 04:18 Suedson Damasceno
3. O mesmo Deus - 05:01 Rozeane Ribeiro
4. Não Temas - 05:24 Elisrael
5. Ele é Deus - 05:25 Elizeu Gomes
6. Não Vou Desistir - 03:48 Wládia Leyliane
7. Quando Ele Quer - 05:33 Wanderly Macedo
8. Reunidos - 03:22 Daniel e Samuel
9. Pode Acreditar - 03:09 Rozeane Ribeiro
10. Filho Pródigo - 03:45 Solange De César e Beno César
11. Sou Lavado, Sou Remido - 03:24 Robi
12. O Amor de Deus - 03:35 André Carreraz

## Créditos
- Produção Geral: Franc Records
- Produção Executiva: José Antônio S. Rodrigues
- Direção Geral: Andréa Rodrigues
- Produção Musical: Merewilton Lages
- Coordenação de Produção: Luciene Débora
- Arranjos, Regência e Orquestra: Merewilton Lages
- Gravação: Sun Trip Studios e Lumek Recording Studios (SP)
- Engenheiro de Som: Adilson Kruger
- Assistente de Estúdio: Fábio
- Técnicos: Adilson Kruger, Júnior e Fábio
- Mixagen: Adilson Kruger e Merewilton Lages
- Masterização: Oficina de Áudio
- Fotos, Programação Visual e Fotolitos: Digital Design (Sérgio Menezes)
- Pianos e Teclados: Merewilton Lages (Kleber Augusto na faixa "Manhã em Jerusalém"
- Guitarras Solo e Base: João Neto
- Violão Solo e Base: Merewilton Lages
- Baixo: Mauro Márcio
- Bateria: André Carreraz
- Percussão: Merewilton Lages
- Cavaco: Jean
- Acordeon: Agostinho Hipólito
- Trumpetes: Martinez e Mauro Boim
- Trombones: Marcelo Boim
- Sax Alto e Soprano (Solo): Hilquias Alves
- Sax Alto e Tenor (Naipe de Metais): Amintas
- Flautas: Hilquias Alves
- Trompas: Paulo Sanches
- Violinos: Dalton Nunes, Aramis, Pedro, Ebenezer, Samuel Lima, André Sanches, Flávio Never e Artur Achimez
- Violas: José Eduardo e Waldeci Mesquiori
- Cello: Daniel Pinto Lessa
- Backing Vocal: Robson Nascimento, Danny, Lucilene, Milena e Paulo César Baruk